# Stortjärnen (Rätans socken, Jämtland, 691845-142233)
Stortjärnen är en sjö i Bergs kommun i Jämtland och ingår i Ljusnans huvudavrinningsområde.